# Коллинз, Джуди
Джуди Коллинз (англ. Judith Marjorie Collins; род. 1 мая 1939[…], Сиэтл, Вашингтон) — американская фолк- и поп-певица, имевшая большой успех в конце 1960-х — начале 1970-х годов.

## Биография
Коллинз, получившая классическое музыкальное образование и считавшаяся перспективной профессиональной пианисткой, дебютировала с альбомом инструментальных пьес, но в начале 1960-х годов заинтересовалась фолк-музыкой и песнями протеста (Вуди Гатри, Пит Сигер) и стала регулярно выступать в студенческих городках и на радиостанциях.
В 1961 году на Elektra Records вышел дебютный поп-альбом 22-летней исполнительницы A Maid of Constant Sorrow. Вскоре в её репертуаре появились песни Тома Пакстона, Фила Окса и Боба Дилана; именно она своим исполнением принесла первую известность многим неизвестным авторам: Леонарду Коэну, Джони Митчелл, Рэнди Ньюману.
Начиная с 1966 года (альбом In My Life) репертуар певицы стал обогащаться новыми влияниями (The Beatles, Жак Брель, Курт Вайль). В 1968 году Коллинз добилась первого успеха в чартах (хит «Both Sides Now», композиция Джони Митчелл, #8), за который получила Грэмми (в номинации «Best Folk Performance»). Два года спустя всемирную известность принес ей хит «Amazing Grace» (версия христианского псалма).
В 1970 годах Джуди Коллинз стала часто появляться на телевидении (The Muppet Show, Sesame Street). В 1980-х годах она опубликовала книгу мемуаров «Trust Your Heart» и роман «Shameless». Коллинз продолжает выступать и записываться: на церемонии инаугурации Билла Клинтона в 1993 году она исполнила «Amazing Grace» и «Chelsea Morning». В последние годы она активно сотрудничает с ЮНЕСКО и проводит антивоенные кампании.

## Дискография

### Синглы (избранное)
| Год  | Заголовок                                             | Billboard Hot 100 | Adult Contemporary | Альбом                        |
| ---- | ----------------------------------------------------- | ----------------- | ------------------ | ----------------------------- |
| 1967 | «Hard Lovin’ Loser»                                   | 97                | -                  | In My Life                    |
| 1968 | «Both Sides, Now»                                     | 8                 | 3                  | Wildflowers                   |
| 1969 | «Someday Soon»                                        | 55                | 37                 | Who Knows Where the Time Goes |
| 1969 | «Chelsea Morning»                                     | 78                | 25                 | (сингл)                       |
| 1969 | «Turn! Turn! Turn!»/«To Everything There Is a Season» | 69                | 28                 | Recollections                 |
| 1970 | «Amazing Grace»                                       | 15                | 5                  | Whales & Nightingales         |
| 1971 | «Open the Door (Song for Judith)»                     | 90                | 23                 | Living                        |
| 1973 | «Cook With Honey»                                     | 32                | 10                 | True Stories and Other Dreams |
| 1973 | «Secret Gardens»                                      | 122               | -                  | True Stories and Other Dreams |
| 1975 | «Send in the Clowns»                                  | 36                | 8                  | Judith                        |
| 1977 | «Send in the Clowns» (перевыпуск)                     | 19                | 15                 | Judith                        |
| 1979 | «Hard Times for Lovers»                               | 66                | 16                 | Hard Times for Lovers         |
| 1984 | «Home Again»                                          | -                 | 42                 | Home Again                    |
| 1990 | «Fires of Eden»                                       | -                 | 31                 | Fires of Eden                 |

## Фильмография

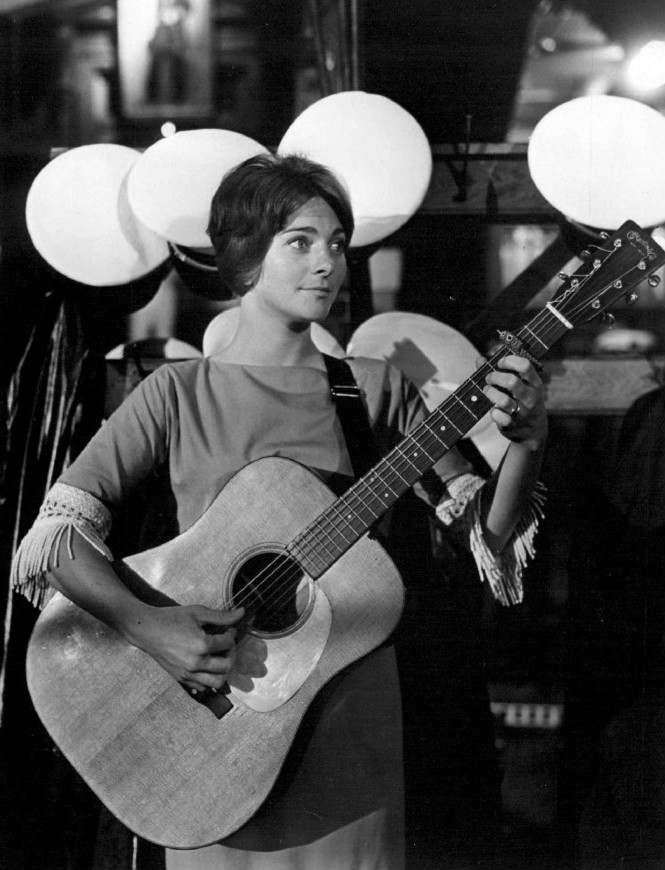
Дж. Коллинз во время выступления на телепрограмме Hootenanny в 1963 году.

| Год       |    | Русское название                    | Оригинальное название                   | Роль               |
| --------- | -- | ----------------------------------- | --------------------------------------- | ------------------ |
| 1972      | ф  | Наш блондин-футболист — плейбой     | La liga no es cosa de hombres           | Ана                |
| 1973      | ф  | Никого из троих не называли Троицей | Ninguno de los tres se llamaba Trinidad | Лиз                |
| 1973      | ф  | —                                   | Busco tonta para fin de semana          | Марлин             |
| 1974      | ф  | Стеснительный                       | El reprimido                            | модель             |
| 1975      | с  | Улица Сезам                         | Sesame Street                           | грустная принцесса |
| 1980      | с  | Доктора                             | The Doctors                             | Джудит Ховард      |
| 1985      | с  | —                                   | Tucker’s Luck                           | администратор      |
| 1994      | ф  | Джуниор                             | Junior                                  | Наоми              |
| 1994—1995 | с  | Кристи                              | Christy                                 | Хетти Маккейб      |
| 1998      | тф | Пыльный город                       | A Town Has Turned to Dust               | Ри                 |
| 2003      | ф  | Чего хочет девушка                  | What a Girl Wants                       | танцовщица         |
| 2013      | с  | Девчонки                            | Girls                                   | в роли самой себя  |